# Меандр (орнамент)
Меа́ндр — декоративна звивиста лінія, що є неперервною і формує повторюваний мотив. Меандр був особливо популярний у стародавній Греції, де використовувався для прикрашання архітектурних елементів, у мозаїці, для оздоблення посуду. Меандри вважають про-свастикою індоєвропейців.
Отримав свою назву від звивистої річки Меандр (нині Великий Мендерес) в Малій Азії (Ефес). Як зазначає Сенека, річка Меандр — «вічний предмет вправляння та гри для всіх поетів, — ріки, яка, утворюючи незліченні коліна, то наблизиться до свого річища, то знов од нього відбіжить, так і не ввіллявшись сама в себе» (Сенека. Листи до Луцілія CIV:15).
Одне з перших у світі зображень меандру відоме з кістяного браслета, знайденого під час дослідження палеолітичної стоянки поблизу села Мізин Коропського району Чернігівської області. Датується 18 000 р. до н. е.